# Akie Abe
Akie Abe (安倍 昭恵, Abe Akie, geboren 10 juni 1962) is de weduwe van Shinzo Abe, die van 2006 tot 2007 en van 2012 tot 2020 premier van Japan was.

## Vroege leven
Abe werd geboren als Akie Matsuzaki (松崎 昭恵, Matsuzaki Akie). Ze komt uit een rijke Japanse familie; haar vader is de voormalige president van Morinaga & Company, een van de grootste zoetwarenbedrijven van Japan.
Ze volgde onderwijs aan de Heilig Hartschool in Tokio, een rooms-katholieke privé-basisschool en middelbare school, en studeerde later af aan het Heilig Hart Vrouwencollege, eveneens in Tokio. Abe werkte daarna voor Dentsu, 's werelds grootste reclamebureau, voordat ze in 1987 met Shinzo Abe trouwde. Het echtpaar had geen kinderen en had eerder in hun huwelijk niet-succesvolle vruchtbaarheidsbehandelingen ondergaan.
Eind jaren negentig werkte Abe als radiodiskjockey in Shimonoseki, de geboorteplaats van haar man. Ze was populair in het uitzendgebied en stond bekend onder haar jockeynaam "Akki".

## Openbaar leven

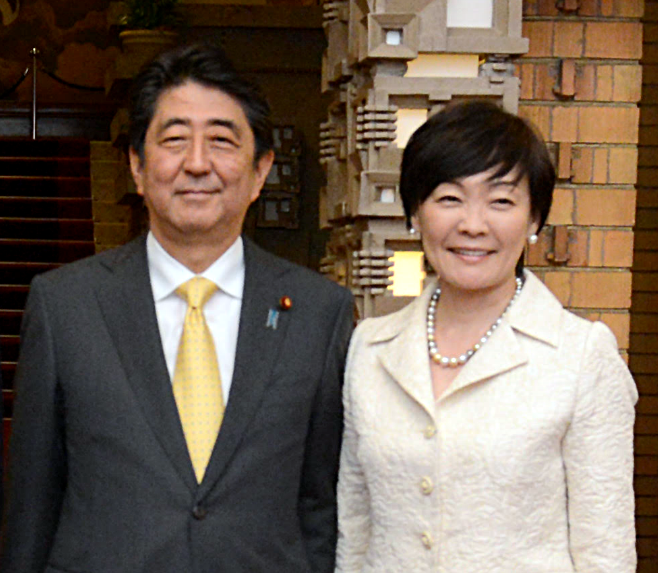
Akie met Shinzo Abe, 19 mei 2017

Na de eerste periode van haar man als premier, opende ze een biologische izakaya in het district Kanda van Tokio, maar was niet actief in het management op aandringen van haar schoonmoeder. Ze behaalde in maart 2011 een master in Social Design Studies aan de Rikkyo Universiteit.
Abe werd in de volksmond bekend als de "huiselijke oppositiepartij" vanwege haar uitgesproken opvattingen die vaak in tegenspraak waren met die van haar man. Abe staat ook bekend als een ondersteuner van seksuele minderheden en de lgbt-gemeenschap. Op 27 april 2014 nam ze deel aan de gay pride-parade in Tokio om haar steun te betuigen voor bredere rechten aan de Japanse lgbt-gemeenschap. In 2015 werd ze gefotografeerd terwijl ze in een veld met cannabisplanten staat en de heropleving van de cannabiscultuur in Japan promoot.
Terwijl haar man in functie was, ontwikkelde Abe een hechte relatie met de Moritomo Gakuen-kleuterschool in Osaka, die bekend staat om zijn conservatieve en militaristische cultuur, waaronder de eis dat leerlingen het Keizerlijk rescript over onderwijs uit het hoofd leren. Abe werd benoemd tot eredirecteur van Mizuho no Kuni, een basisschool in ontwikkeling door Moritomo Gakuen, maar nam ontslag in februari 2017 nadat werd ontdekt dat Moritomo Gakuen de grond voor de school van de overheid had gekocht voor 14% van de taxatiewaarde. Het Moritomo Gakuen-schandaal benadrukte de gecompliceerde rol van de echtgenote van de premier in Japan: hoewel Abe zelf niet als ambtenaar werd beschouwd, werd ze ondersteund door een staf van vijf ambtenaren die waren gedetacheerd door het ministerie van Buitenlandse Zaken en het ministerie van Economische Zaken, Handel en Industrie, wat impliceert dat haar rol publieke taken met zich meebrengt.
Abe maakte actief gebruik van sociale media, en was vooral persoonlijk actief op Facebook en Instagram, maar verminderde haar sociale media-activiteiten drastisch en veranderde de stijl van haar berichten in de nasleep van het Moritomo Gakuen-schandaal.
Na de moord op Shinzo Abe wees Akie Abe de mogelijkheid af zich kandidaat te stellen als zijn vervanger in het 4e district van Yamaguchi. Ze nam wel het voortouw in de steun aan Shinji Yoshida, gemeenteraadslid van Shimonoseki, als kandidaat en ging voorop in zijn campagne. Yoshida werd verkozen in een tussentijdse verkiezing in april 2023.